# Blomsterknop
Blomsterknopper er et forstadie til selve blomsten – knoppen er altså blomstens udvendige side (den grønne bladside). De grønne bægerblade beskytter blomsten, som er indvendig, under dennes udvikling.
| Botanik | Spire Denne botanikartikel er en spire som bør udbygges. Du er velkommen til at hjælpe Wikipedia ved at udvide den. |